# Phyllobolites
Phyllobolites is een geslacht van schimmels behorend tot de familie Boletaceae. De typesoort is Phyllobolites miniatus.

## Soorten
Volgens Index Fungorum bevat het geslacht twee soorten (peildatum augustus 2023):
| Soortnaam                 | Auteur(s)      | Publicatiejaar |
| ------------------------- | -------------- | -------------- |
| Phyllobolites miniatus    | (Rick) Singer  | 1942           |
| Phyllobolites russuloides | (Petch) Singer | 1942           |